# Trine Jepsen

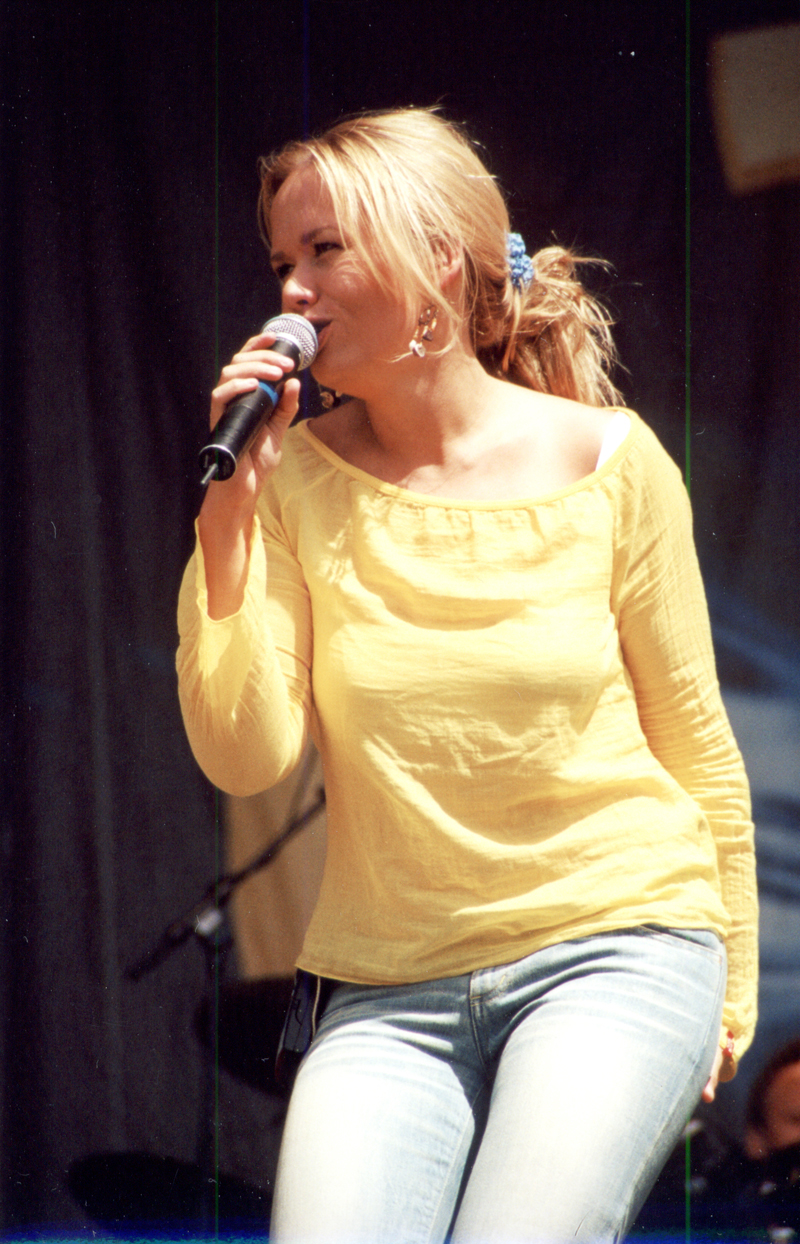
Trine Jepsen (2006)

Trine Jepsen (* 29. September 1977) ist eine dänische Sängerin.

## Leben und Wirken
Bekannt wurde Jepsen durch ihre siegreiche Teilnahme am Dansk Melodi Grand Prix 1999. Sie sang zusammen mit Michael Teschl das Lied Denne Gang. Der Sieg bedeutete zugleich die Teilnahme am Eurovision Song Contest 1999. Dort wurde das Lied unter dem Titel This Time I Mean It auf Englisch vorgetragen, womit es auch der erste auf Englisch gesungene Beitrag Dänemarks beim ESC war. Am Ende belegte man den 8. Platz.
2001 nahm Jepsen an der Castingshow Popstars teil und wurde am Ende Mitglied der rein weiblich besetzten Gruppe EyeQ, welche aber zwei Jahre später wieder aufgelöst wurde.
Danach nahm Jepsen noch zweimal am Dansk Melodi Grand Prix teil: 2006 mit dem Lied Grib Mig, welches sie zusammen mit Christian Bach vortrug, und 2009 solo mit I Never Fall In Love Again.